# Isca
Isca – wieś w Rumunii, w okręgu Alba, w gminie Meteș. W 2011 roku liczyła 14 mieszkańców.